# Leinkräuter
Die Leinkräuter (Linaria) sind eine Pflanzengattung innerhalb der Familie der Wegerichgewächse (Plantaginaceae). Von den 100 bis 150 Arten kommen die meisten in den gemäßigten Gebieten Eurasiens, besonders im Mittelmeerraum vor.

## Beschreibung

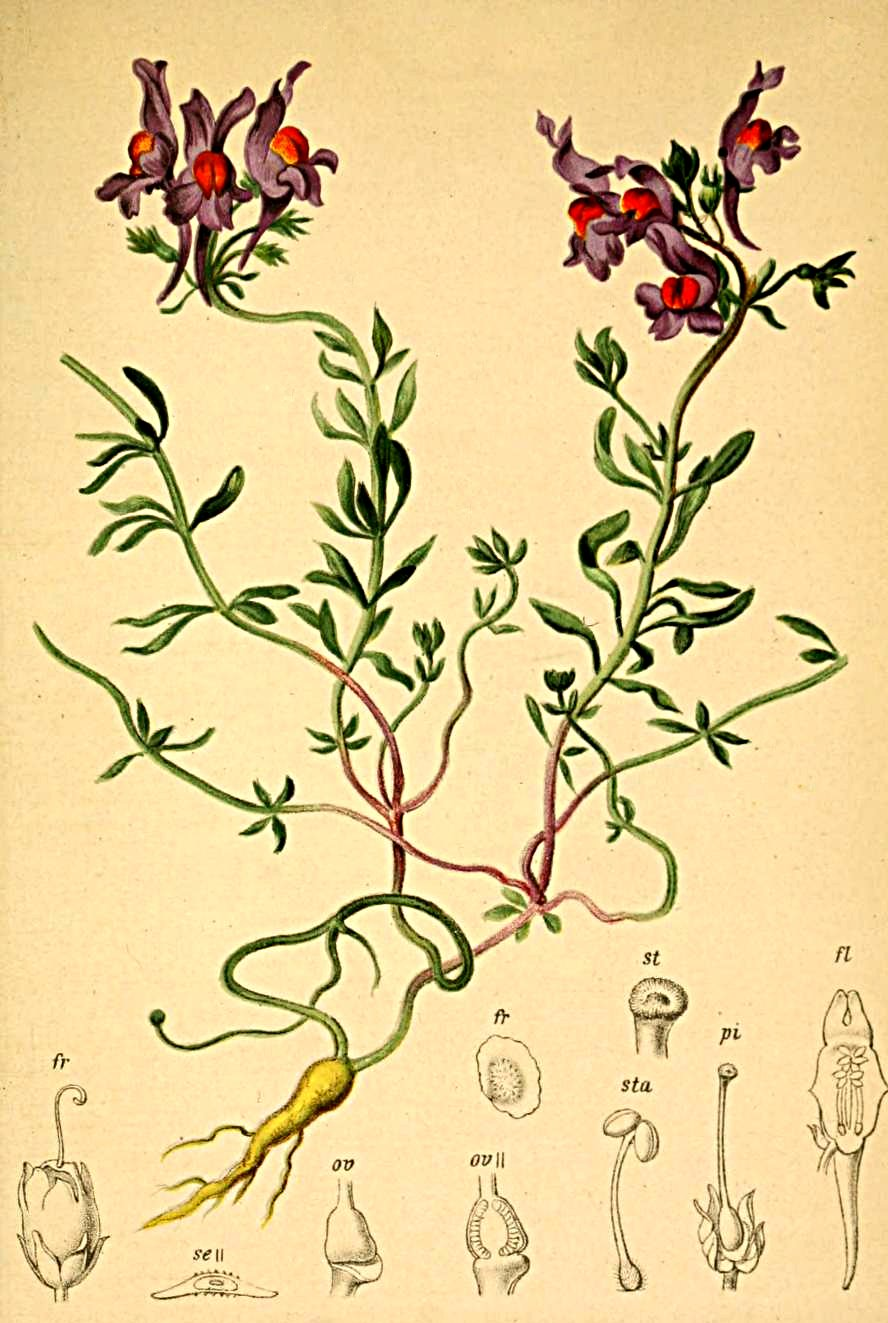
Illustration aus Atlas der Alpenflora des Alpen-Leinkraut (Linaria alpina)

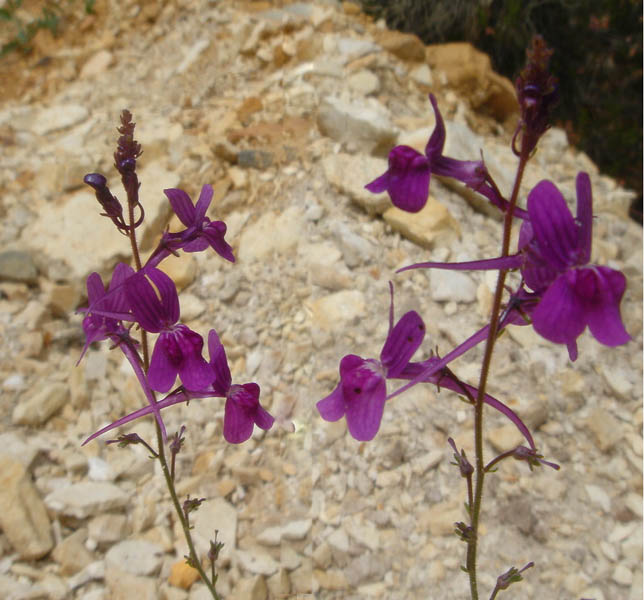
Linaria elegans

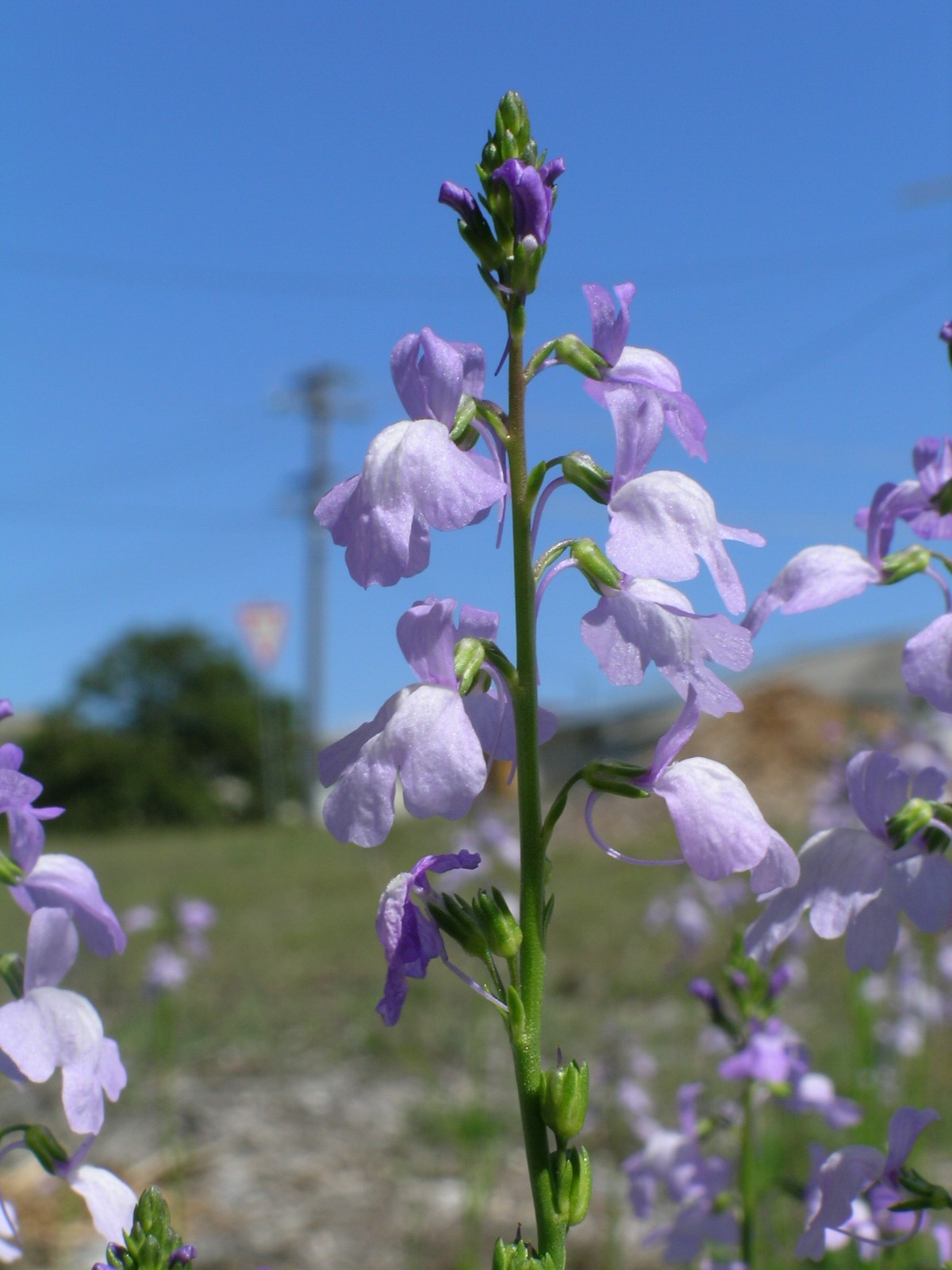
Linaria incarnata

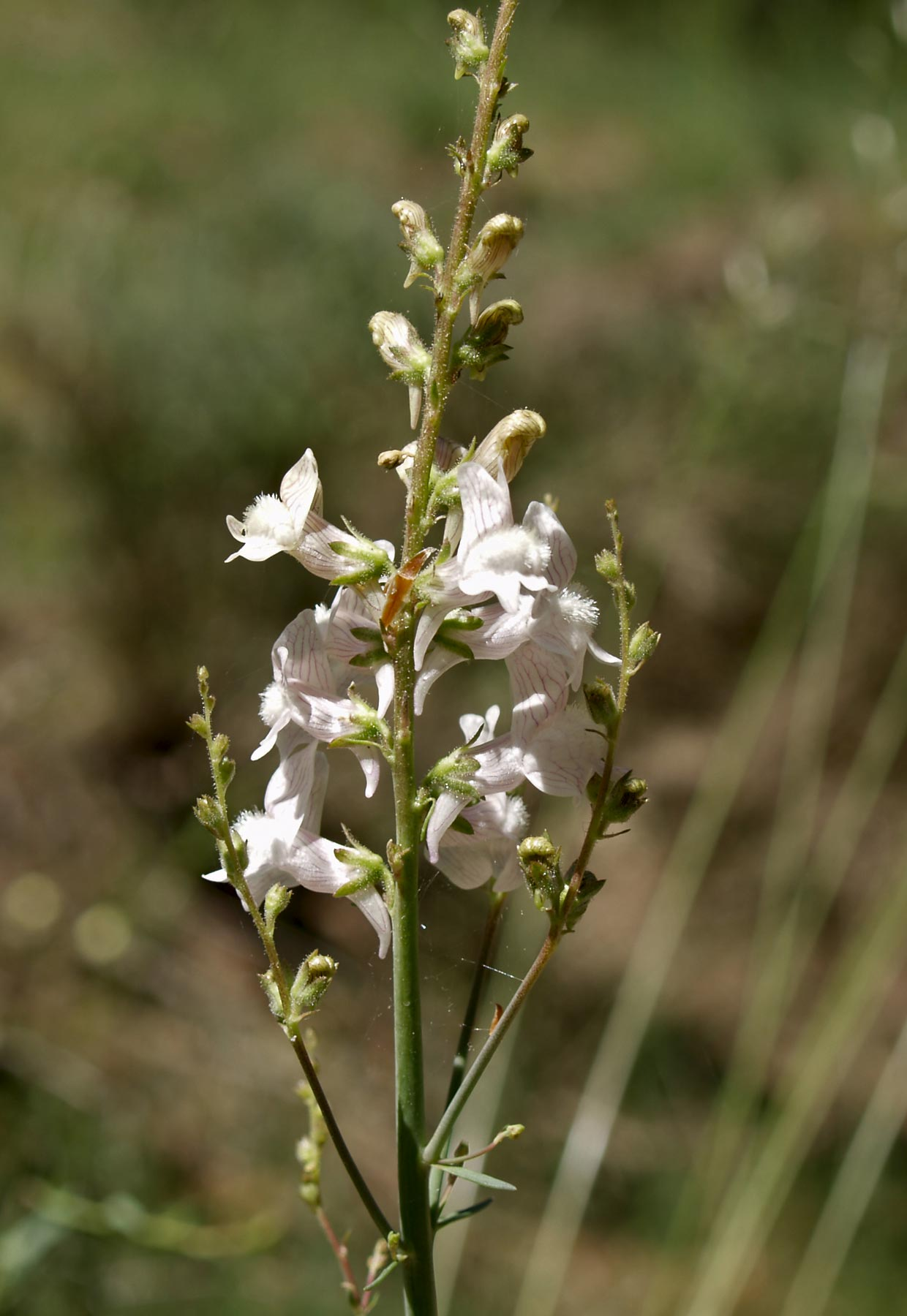
Linaria nivea

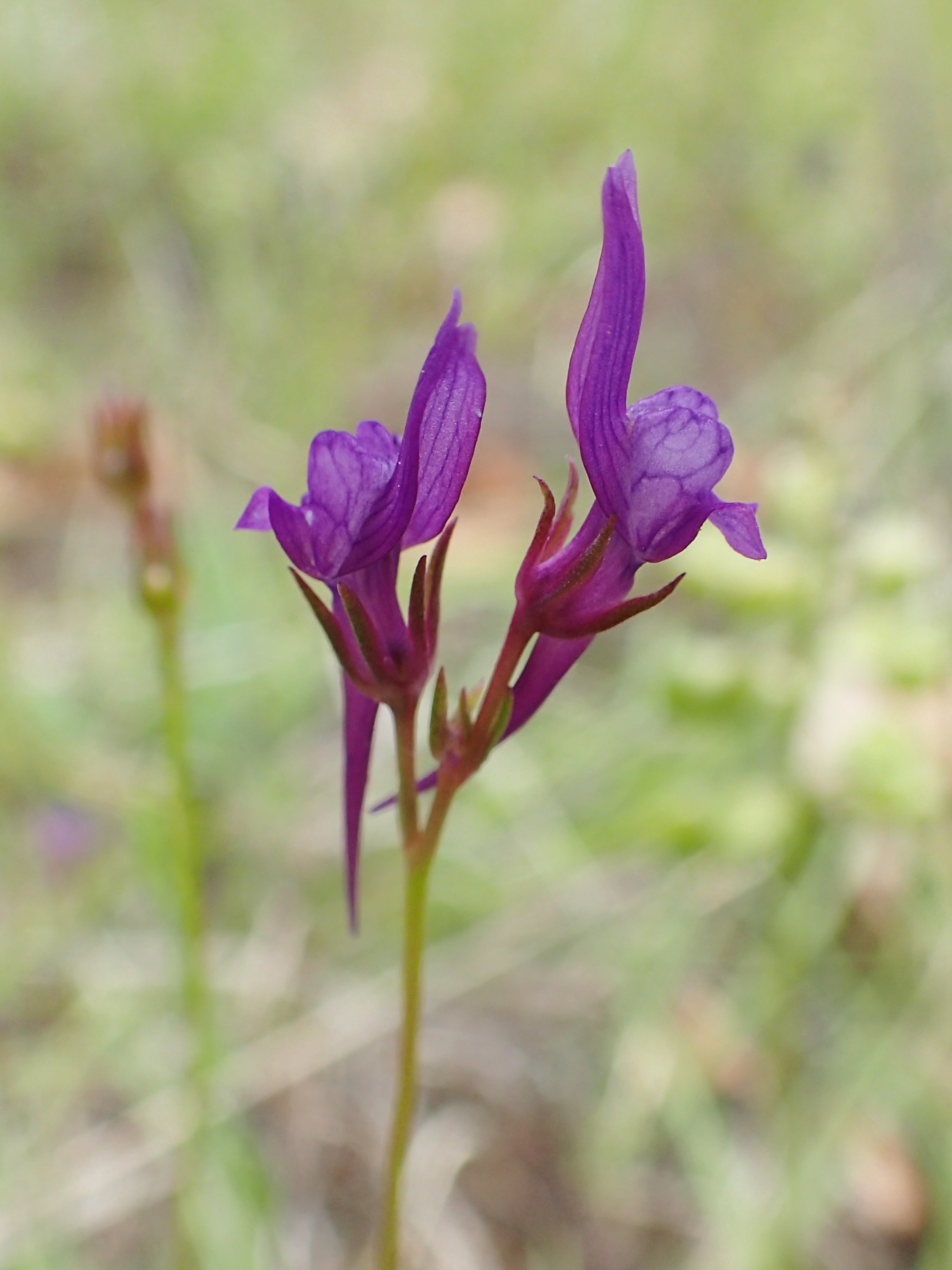
Linaria pelisseriana

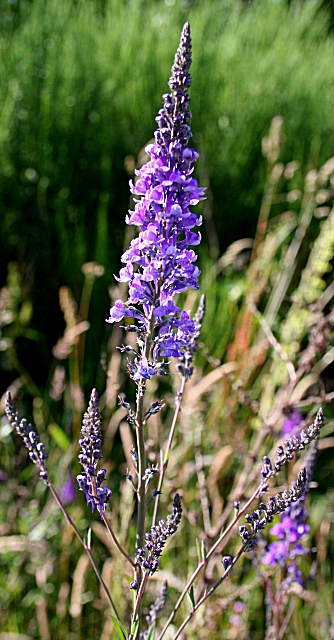
Purpur-Leinkraut (Linaria purpurea)

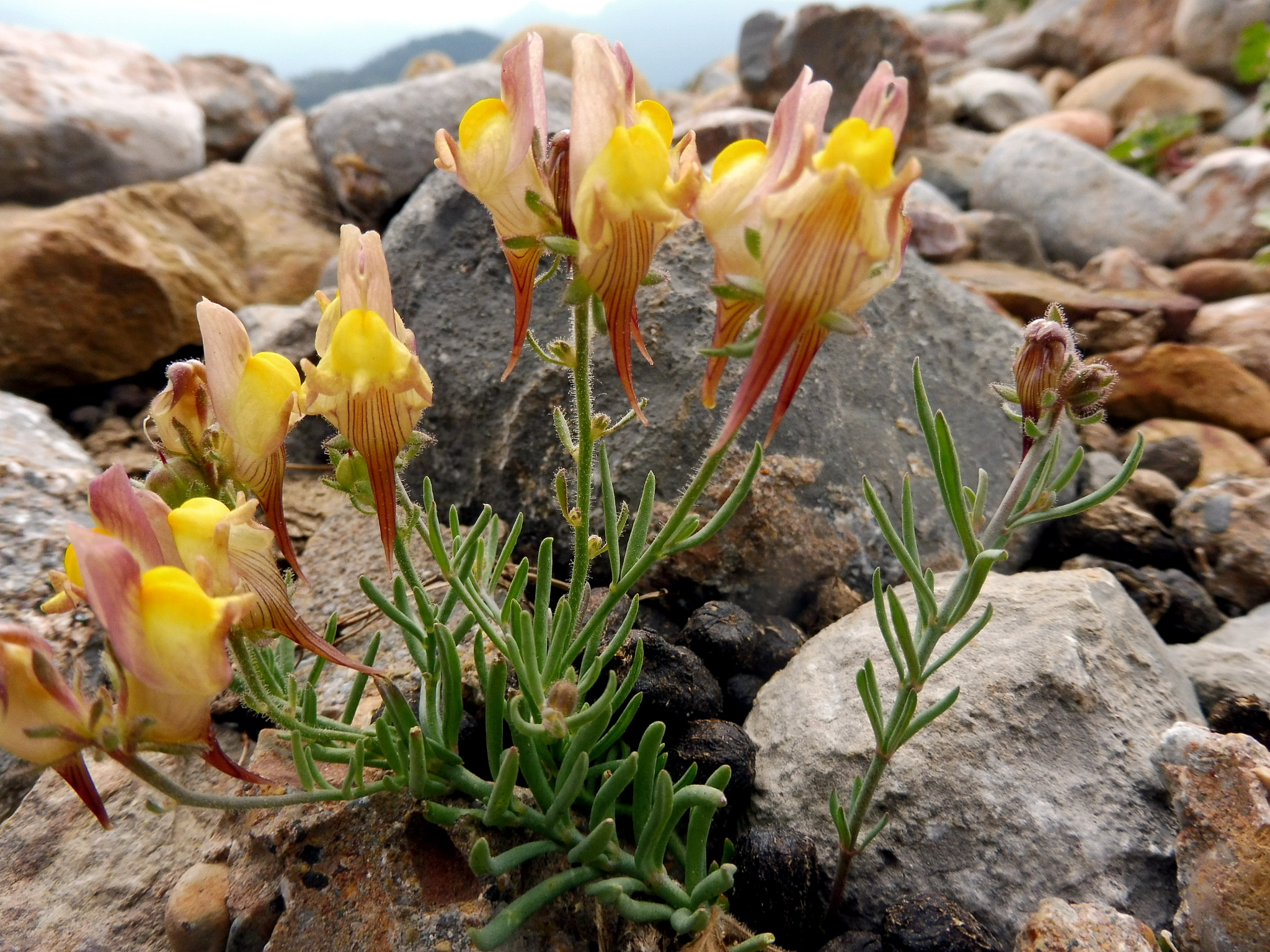
Niederliegendes Leinkraut (Linaria supina)

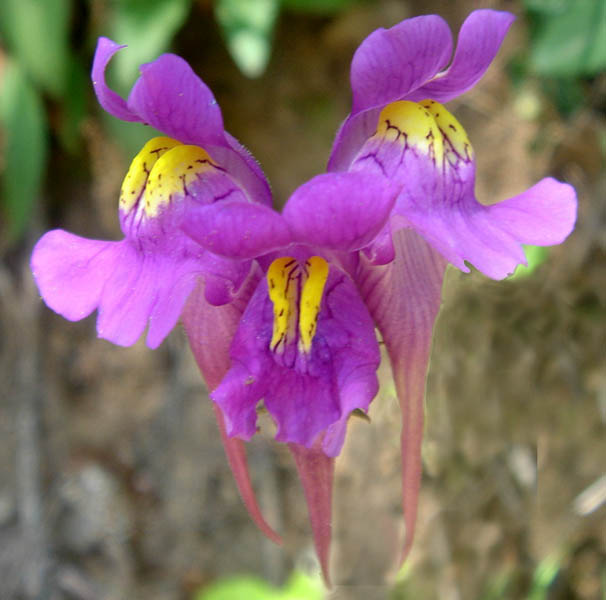
Linaria trinornithophora

### Vegetative Merkmale
Die Leinkraut-Arten sind ein-, selten zweijährige bis oft ausdauernde, krautige Pflanzen und wachsen aufrecht, niederliegend, kriechend oder hängend. Die beblätterten Stängel und die Blätter sind kahl.
Die am Grund zu mehreren zusammen stehenden und gegenständig oder wechselständig, spiralig oder vierzeilig am Stängel verteilt angeordneten Laubblätter sind sitzend oder besitzen einen mehr oder weniger langen Blattstiel. Die krautige, häutige oder ledrige Blattspreite ist linealisch bis länglich oder rundlich. Der Blattrand ist glatt. Nebenblätter fehlen.

### Generative Merkmale
Die Blüten stehen in endständigen traubigen, ährigen oder selten kopfigen Blütenständen, die Tragblätter, aber keine Deckblätter besitzen. Selten stehen die Blüten einzeln in Achseln von Laubblättern. Es können Blütenstiele vorhanden sein.
Die zwittrigen Blüten sind deutlich zygomorph, fünfzählig und besitzen eine doppelte Blütenhülle (Perianth). Die fünf Kelchblätter sind meist nur an ihrer Basis verwachsen, häufig ungleich. Die Farben der Kronblätter reichen von weiß oder gelb bis orangefarben oder rosa- über purpurfarben und violet bis blau. Die fünf Kronblätter sind röhrig verwachsen. Die Krone ist zweilippig, dabei ist die Oberlippe zweilappig, die Unterlippe dreilappig. Die Unterlippe ist aufgewölbt und verschließt den Schlund (Maskenblume). Die Krone bildet am Grund einen deutlichen Sporn. Die zwei ungleichen Paare Staubblätter sind nicht untereinander, aber mit der Kronröhre verwachsen, die sie nicht überragen. Zwei Fruchtblätter sind zu einem oberständigen Fruchtknoten verwachsen.
Die eiförmigen oder kugeligen Kapselfrüchte öffnen sich mit gezähnten Löchern. Die ungleichen Fruchtfächer enthalten viele Samen. Die Samen sind flach, oft diskusförmig mit einem breitgeflügelten Rand oder selten dreikantig und ungeflügelt oder nierenförmig mit einem verdickten Rand. Die Samen besitzen ein ölhaltiges Endosperm. Der Embryo ist gerade bis gekrümmt.

## Ökologie
Die Bestäubung erfolgt durch Insekten (Entomophilie).

## Systematik und Verbreitung
Die Gattung Linaria wurde 1754 von Philip Miller in The Gardeners Dictionary...Abridged..., 4. Auflage, 2. Band aufgestellt. Typusart ist Linaria vulgaris Mill. Der Gattungsname Linaria leitet sich ab von der Ähnlichkeit der Blätter des gelb blühenden Echten Leinkrauts (Linaria vulgaris) mit denen des Leins (Linum). Synonyme für Linaria Mill. sind: Trimerocalyx (Murb.) Murb., Nuttallanthus D.A.Sutton.
Die Gattung Linaria gehört in die Tribus Antirrhineae in der Familie der Plantaginaceae.
Die Gattung Leinkräuter (Linaria) enthält 100 bis 150 Arten (Auswahl):
- Linaria aeruginea (Gouan) Cav.: Sie kommt in Portugal, Spanien und auf den Balearen vor.[2]
- Linaria algarviana Chav.: Sie kommt in Portugal vor.[2]
- Alpen-Leinkraut (Linaria alpina (L.) Mill.)[3][4]
- Linaria amethystea (Lam.) Hoffmanns. & Link: Sie kommt in Portugal, Spanien und Marokko vor.[2]
- Linaria amoi Campo ex Amo: Sie kommt in Spanien vor.[2]
- Schmalblatt-Leinkraut, Italienisches Leinkraut (Linaria angustissima (Loisel.) Borbás)
- Linaria anticaria Boiss. & Reuter: Sie kommt in Spanien vor.[2]
- Acker-Leinkraut (Linaria arvensis (L.) Desf.)[3][4]
- Linaria badalii Willk.: Die Heimat ist Spanien.[2]
- Linaria bessarabica Kotov: Die Heimat ist die Ukraine.
- Linaria biebersteinii Besser: Sie kommt in Russland, Moldawien, Rumänien, der Slowakei und in der Ukraine (Krim) vor.[2]
- Linaria bipartita (Vent.) Willd.: Die Heimat ist Marokko.[1]
- Linaria bipunctata (L.) Dum.-Cours.: Sie kommt in Portugal und Spanien vor.[2]
- Linaria bungei Kuprianova: Sie ist Kasachstan, Kirgisistan, Russland und im chinesischen Xinjiang verbreitet.[5]
- Linaria buriatica Turcz. ex Benth.: Sie ist in China, Sibirien[1] und in der Mongolei verbreitet.[5]
- Linaria caesia (Pers.) DC. ex Chav.: Sie kommt in Portugal und Spanien vor.[2]
- Linaria canadensis (L.) Dum.-Cours.: Sie ist in der Neuen Welt verbreitet.
- Linaria capraria Moris & De Not.: Sie ist ein Endemit Italiens.[2]
- Linaria cavanillesii Chav.: Sie ist ein Endemit von Spanien.[2]
- Linaria chalepensis (L.) Mill.: Sie kommt in Südeuropa, Nordafrika und Vorderasien vor.[2]
- Linaria concolor Griseb.: Sie kommt in Serbien, Griechenland und in der Ukraine vor.[2]
- Linaria coutinhoi Valdés: Sie kommt in Portugal vor.[2]
- Linaria cretacea Fischer ex Spreng.: Sie kommt in Russland und in der Ukraine vor.[2]
- Dalmatiner-Leinkraut (Linaria dalmatica (L.) Mill.): Die Heimat ist Südosteuropa und Westasien.[1] Sie wird auch als Unterart Linaria genistifolia subsp. dalmatica (L.) Maire & Petitm. zu Linaria genistifolia (L.) Mill. gestellt.[2]
- Linaria debilis Kuprian.: Sie kommt in Russland vor.[2]
- Linaria elegans Cav.: Sie kommt in Portugal und Spanien vor.[2]
- Ginster-Leinkraut (Linaria genistifolia (L.) Mill.): Sie ist in Mitteleuropa,[3][4] Südosteuropa, Osteuropa, Westasien bis Mittelasien und Sibirien verbreitet.[1]
- Linaria haelava Delile: Die Heimat ist Zypern, Libyen, Ägypten, die Sinaihalbinsel und Palästina.[2]
- Linaria incarnata (Vent.) Spreng.: Sie kommt in Spanien, Portugal und Marokko vor.[1]
- Linaria japonica Miq.: Sie ist in Ostasien, China, Japan und Korea verbreitet.[1]
- Linaria kulabensis B.Fedtschenko: Sie kommt in Tadschikistan und im chinesischen Xinjiang vor.[5]
- Linaria lamarckii Rouy: Sie kommt in Portugal und Spanien vor.[2]
- Linaria longicalcarata D.Y.Hong: Die Heimat ist das chinesische Xinjiang.[5]
- Linaria maroccana Hook. f.: Dieser Endemit gedeiht nur im Atlasgebirge in Marokko.[1]
- Linaria micrantha (Cav.) Hoffmanns. & Link: Die Heimat ist Südeuropa, Nordafrika und Vorderasien.[2]
- Linaria nivea Boiss. & Reut.: Die Heimat ist Spanien.[2]
- Linaria pedunculata (L.) Chaz.: Die Heimat ist Spanien, Portugal, Algerien, Marokko und Tunesien.[2]
- Linaria pelisseriana (L.) Mill.: Die Heimat ist Südeuropa, Nordafrika und Vorderasien.[2]
- Linaria pinifolia (Poir.) Thell.: Die Heimat ist Algerien und Tunesien.[1]
- Linaria pseudolaxiflora Lojac.: Sie ist ein Endemit Siziliens.[2]
- Purpur-Leinkraut (Linaria purpurea (L.) Mill.): Die Heimat ist Italien[1] (Italien-Endemit).  In Deutschland sind aus Anpflanzung verwilderte, meist unbeständige Vorkommen in mindestens sieben Bundesländern bekannt.[6] Zumindest in Bayern besteht die Tendenz zur Einbürgerung.[7][8]  In den Niederlanden ist die Art eingebürgert und hat sich innerhalb weniger Jahrzehnte in großen Teilen des Landes ausgebreitet.[9] In Großbritannien und Irland ist das Purpurne Leinkraut eingebürgert und kommt mit unterschiedlicher Häufigkeit in weiten Teilen beider Länder vor.[10]
- Linaria reflexa (L.) Desf.: Die Heimat ist Italien, Sizilien und Sardinien, Albanien und Griechenland, Algerien, Marokko und Tunesien.[2]
- Streifen-Leinkraut (Linaria repens (L.) Mill.)
- Linaria saturejoides Boiss.: Sie kommt in Portugal und Spanien vor.[2]
- Linaria saxatilis (L.) Chaz.: Sie kommt in Portugal und Spanien vor.[1]
- Linaria simplex (Willd.) DC.: Sie kommt in Südeuropa, Nordafrika und Vorderasien vor.[2]
- Ruten-Leinkraut (Linaria spartea (L.) Chaz.): Sie kommt in Portugal, Spanien und Frankreich vor.[2]
- Niederliegendes Leinkraut (Linaria supina (L.) Chaz.): Sie kommt in Portugal, Spanien, Frankreich, Italien und in der Schweiz vor.[1]
- Linaria thibetica Franchet: Sie gedeiht in Höhenlagen von 2500 bis 3800 Metern in Tibet und in den chinesischen Provinzen Sichuan sowie Yunnan.[5]
- Linaria thymifolia (Vahl) DC.: Sie kommt in Frankreich vor.[2]
- Linaria tonzigii Lona: Sie ist ein Endemit Italiens.[2]
- Linaria triornithophora (L.) Cav.: Sie kommt in Portugal und Spanien vor.[2]
- Linaria triphylla (L.) Mill.: Sie kommt in Südeuropa, Nordafrika und Vorderasien vor.[2]
- Linaria tristis (L.) Mill.: Sie kommt in Portugal, Spanien, Algerien und Marokko vor.[2]
- Linaria uralensis Kotov: Dieser Endemit kommt nur im Ural vor.
- Linaria viscosa (L.) Dum.-Courset: Es gibt Fundortangaben für Portugal, Spanien, Italien, Sizilien, Marokko und Algerien.[2]
- Echtes Leinkraut, Frauenflachs (Linaria vulgaris Mill.): Es ist Eurasien verbreitet.[1][3][4]

Nicht mehr zu dieser Gattung werden 2001 gerechnet:
- Linaria cymbalaria (L.) Mill. → Cymbalaria muralis P.Gaertn., B.Mey. & Scherb.
- Linaria minor (L.) Desf. → Chaenorrhinum minus (L.) Lange
- Linaria spuria (L.) Mill. → Kickxia spuria (L.) Dumort.
- Linaria elatine (L.) Mill. → Kickxia elatine (L.) Dumort.